# Gabriel Pirani
Gabriel Cordeiro Pirani (Penápolis, 12 de abril de 2002) é um futebolista brasileiro que atua como meio-campista. Atualmente, atua pelo D.C. United.

## Carreira
Começou no futebol começou ainda cedo, quando tinha só quatro anos, em uma escolinha em Penápolis, no interior de São Paulo. Se transferiu para o Santos para atuar no sub-11 e passou por todas categorias da base do clube.
Pirani chegou ao profissional em 2020. Fez sua estreia em 26 de fevereiro de 2021 contra o Bahia, entrando no intervalo da partida, e como titular em 28 de fevereiro do mesmo ano, com o treinador Ariel Holan, no empate em 2 a 2 com o Santo André na estreia do Campeonato Paulista, onde foi o autor do segundo gol do Santos. Ainda em 2021, viveu seu melhor momento, sob o comando de Fernando Diniz, onde naquela temporada fez 60 jogos, sendo 45 como titular, marcou 5 gols e deu 5 assistências. O bom desempenho credenciou Pirani até a vestir a camisa 10 do Santos durante alguns jogos da Sul-Americana.
Em 2022, fez apenas 13 jogos pelo Santos, sendo apenas dois como titular. Em junho de 2022, sem oportunidades com Fabián Bustos, o jogador perdeu espaço e foi emprestado ao Cuiabá. Marcou um gol logo na estreia contra o Atlético-MG na Arena Pantanal, ganhou sequência com António Oliveira, mas também foi prejudicado por uma lesão no tornozelo direito, que o tirou de campo por 50 dias. Disputou o Campeonato Brasileiro, mas sem destaque: fez apenas 10 jogos e um gol.
No início de 2023, foi reintegrado ao elenco a pedido do técnico Odair Hellmann, mas as chegadas de Lucas Lima e Daniel Ruiz tiraram ainda mais espaço dele. Ao todo, disputou 74 jogos com a camisa do Santos, marcou 5 gols e deu 6 assistências.
No final de fevereiro de 2023, foi emprestado ao Fluminense até dezembro de 2023 com opção de compra. Foi relacionado pela primeira fez no mês seguinte, em 3 de março contra o Bangu, no Mané Garrincha, pela penúltima rodada do Campeonato Carioca. Em 8 de março, no Fla-Flu, seu segundo jogo, entrou no segundo tempo no lugar de David Braz e foi peça fundamental do time, participando da jogada do primeiro gol tricolor, onde deu o passe para Arias dar a assistência para Cano, e foi autor também do segundo gol, que garantiu a vitória. O jogo do título do Fluminense na Taça Guanabara ficou marcado como o "Fla-Flu do Pirani".
Em julho de 2023, teve o vínculo com o clube carioca encerrado para ser cedido ao DC United, dos Estados Unidos. A negociação foi por empréstimo até o fim desta temporada com opção de compra por US$ 2 milhões. Até então, era o "12° jogador do time", sendo o jogador mais usado do banco na temporada. Pelo Fluminense, fez 24 jogos e marcou 2 gols.
Ainda em julho de 2023, foi anunciado pelo DC United. A equipe norte-americana tinha uma parceria com o simulador Football Manager para procurar por talentos na América do Sul e como o brasileiro tinha uma nota alta no jogo, pode ter influenciado na sua contratação.
Em 10 de outubro de 2023, Gabriel Veron se machuca e é cortado do Pan 2023, e Ramon convoca Gabriel Pirani para a vaga. Com a Seleção, conquistou o ouro nos Jogos Pan-Americanos de 2023, no Chile.

## Seleção Brasileira

### Sub-23
No dia 23 janeiro de 2024, estreou na vitória do Brasil sobre a Bolívia por 1 a 0 no Estádio Nacional Brígido Iriarte, em Caracas, na Venezuela. O gol foi marcado por Endrick.

## Títulos
Fluminense
- Copa Libertadores: 2023

- Campeonato Carioca: 2023